# 로마서 8:37
"로마서 8:37"은 2017년에 개봉한 대한민국의 영화이다

## 줄거리
전도사 ‘기섭’이 자신의 우상인 형 ‘요섭’을 돕기 위해 부순 교회의 간사로 들어가며 펼쳐지는 이야기이다.

## 캐스팅
- 이현호 : 안기섭 전도사 역
- 서동갑 : 강요섭 목사 역
- 이지민 : 지민 역
- 조성우 : 전도사 역
- 허연정 : 여간사 역
- 홍성춘 : 황 목사 역
- 박명신 : 남 장로 역
- 전경수 : 소민 역
- 최홍일 : 임 장로 역
- 최종률 : 강 원로 역
- 김다흰 : 현민 역
- 김하연 : 나은 역
- 김세동 : 김 목사 역
- 조하석 : 유 대표 역
- 이승훈 : 박 변호사 역
- 김종구 : 박강길 목사 역
- 장명갑 : 노 회장 역
- 황미영 : 미선 역
- 전윤지 : 아영 역
- 윤승준 : 승준 역
- 정선경 : 선경 역
- 안지혜 : 요섭 아내 역
- 박채익 : 진 피디 역
- 변성범 : 젊은 강원로 역
- 배시현 : 젊은 여자 역
- 배강유 : 어린 요섭 역
- 이은주 : 김소연 역
- 구시연 : 민 변호사 역
- 성홍일 : 목사 1 역
- 홍성덕 : 목사 2 역
- 이철은 : 목사 3 역
- 이경미 : 아가씨 1 역
- 임효선 : 아가씨 2 역
- 이재혜 : 여신도 역
- 김준형 : 강사모 역
- 김성훈 : 반대파 1 역
- 우범진 : 반대파 2 역
- 전우신 : 간사 1 역
- 김유미 : 간사 2 역
- 하지웅 : 간사 3 역
- 김다미 : 간사 4 역
- 박창순 : 간사 5 역
- 김하리 : 유대표직원 역
- 안철환 : 선교지청년 1 역
- 한초롬 : 선교지청년 2 역
- 임수현 : 선교지청년 3 역
- 이소정 : 레슨 학생 역
- 신지소 : 과외 어린이 역
- 윤여은 : 나은사촌 1 역
- 김민찬 : 나은사촌 2 역
- 김다음 : 아기 현민 역
- 이지민 : 미진 역
- 김정팔 : 토론남 역 (특별출연)

## 수상
- 2018년 제23회 춘사영화제 각본상 (신연식)